# Победнице светских првенстава у атлетици у дворани — 3.000 метара ходање
Победнице светских првенстава у атлетици у дворани  у дисциплини 3.000 метара ходање за жене, која се, у програмима првенстава, налази од такмичења 1985. у Паризу под именом Светске игре у дворани, наведене су у следећој табели са резултатима који су изражени у минутима. Од 1995. године ова дисциплина више није у програму Светских првенстава у дворани.

## Табела победница на СП у дворани у дисциплини 3.000 метара ходање за жене
Стање после СП 1993.
| Светско првенство  |                                | Резултат        |                                | Резултат     |                           | Резултат     |
| Париз 1985         | Ђулијана Салсе · Италија       | 12:53,42        | Јан Хонг · Кина                | 13:05,56     | Ан Пил · Канада           | 13:06,97     |
| Индијанополис 1987 | Олга Криштоп · Совјетски Савез | 12:05,49 СР РСП | Ђулијана Салсе · Италија       | 12:36,76     | Ан Пил · Канада           | 12:38,97 САР |
| Будимпешта 1989    | Кери Саксби · Аустралија       | 12:01,65 СР РСП | Беате Андерс · Источна Немачка | 12:07,73     | Илеана Салвадор · Италија | 12:11,33     |
| Севиља 1991        | Беате Андерс · Немачка         | 11:50,90 СР РСП | Кери Саксби · Аустралија       | 12:03,21     | Илеана Салвадор · Италија | 12:07,67     |
| Торонто 1993       | Јелена Николајева · Русија     | 11:49,73 РСП    | Кери Саксби-Џуна · Аустралија  | 11:53,82 АУР | Илеана Салвадор · Италија | 11:55,35     |

Легенда: СР = Светски рекорд у дворани, РСП = Рекорд светских првенстава у дворани, САР = Рекорд Северне Америке у дворани, АУР = Рекорд Аустралије у дворани

## Биланс медаља на СП у дворани у дисциплини 3.000 метара ходање за жене
Стање после СП 1993.
|    | Држава          |    |    |    |    |
| -- | --------------- | -- | -- | -- | -- |
| 1. | Аустралија      | 1  | 2  | 0  | 3  |
| 2. | Италија         | 1  | 1  | 3  | 5  |
| 3. | Совјетски Савез | 1  | 0  | 0  | 1  |
| 3. | Немачка         | 1  | 0  | 0  | 1  |
| 3. | Русија          | 1  | 0  | 0  | 1  |
| 6. | Кина            | 0  | 1  | 0  | 1  |
| 6. | Источна Немачка | 0  | 1  | 0  | 1  |
| 8. | Канада          | 0  | 0  | 2  | 2  |
|    | Укупно 8 земаља | 11 | 11 | 11 | 33 |

###### Брзо ходање у дворани
- Победници светских првенстава у дворани — 5 километара ходање за мушкарце
- Победнице европских првенстава у дворани — 3.000 метара ходање за жене
- Победници европских првенстава у дворани — 5 километара ходање за мушкарце

###### Брзо ходање на отвореном
- Освајачи олимпијских медаља — 20 километара ходање за мушкарце
- Освајачице олимпијских медаља — 20 километара ходање за жене
- Победнице светских првенстава на отвореном — 10 километара ходање за жене
- Победнице светских првенстава на отвореном — 20 километара ходање за жене
- Победници светских првенстава на отвореном — 20 километара ходање за мушкарце
- Победнице европских првенстава на отвореном — 20 километара ходање за жене

- Победници европских првенстава на отвореном — 20 километара ходање за мушкарце